# FC Pinar del Río
Football Club Pinar del Río – kubański klub piłkarski z siedzibą w mieście Pinar del Rio, stolicy prowincji Pinar del Rio.

## Osiągnięcia
- Mistrz Kuby (7): 1987, 1989, 1990, 1992, 1995, 2000, 2006
- Finał Pucharu Mistrzów CONCACAF: 1989, 1990